# اچ‌دی ۹۸۸۰۰
اچ‌دی ۹۸۸۰۰ یک ستاره است که در صورت فلکی پیاله قرار دارد.